# Грохова (Зомбковицький повіт)
Грохова (пол. Grochowa, нім. Grochau) — село в Польщі, у гміні Бардо Зомбковицького повіту Нижньосілезького воєводства.
Населення — 316 осіб (2011).
У 1975-1998 роках село належало до Валбжиського воєводства.

## Демографія
Демографічна структура станом на 31 березня 2011 року:
|          | Загалом | Допрацездатний вік | Працездатний вік | Постпрацездатний вік |
| -------- | ------- | ------------------ | ---------------- | -------------------- |
| Чоловіки | 160     | 40                 | 112              | 8                    |
| Жінки    | 156     | 35                 | 91               | 30                   |
| Разом    | 316     | 75                 | 203              | 38                   |